# Scoring (BDSG neu)
Scoring (BDSG-neu) zeigt einen speziellen Blick auf die Begrifflichkeit  Scoring im Allgemeinen. Der nationale Gesetzgeber hat in der Annahme, der Art. 22 der DSGVO bedinge dies, Scoring als Teil des Profiling weiter ausgestaltet. In  § 31 BDSG-neu wurde unter der Überschrift „Schutz des Wirtschaftsverkehrs bei Scoring und Bonitätsauskünften“ eine dem § 28b BDSG-alt entsprechende Regelung erlassen. Darin wird in Abs. 1 das Scoring als

„Verwendung eines Wahrscheinlichkeitswerts über ein bestimmtes zukünftiges Verhalten einer natürlichen Person zum Zweck der Entscheidung über die Begründung, Durchführung oder Beendigung eines Vertragsverhältnisses mit dieser Person“

definiert.

## Hintergründe
Profiling ist nach Art. 4 Nr. 4 DSGVO jede Art der automatisierten Verarbeitung personenbezogener Daten, die darin besteht, dass diese personenbezogenen Daten verwendet werden, um bestimmte persönliche Aspekte, die sich auf eine natürliche Person beziehen, zu bewerten, insbesondere um Aspekte bezüglich Arbeitsleistung, wirtschaftliche Lage, Gesundheit, persönliche Vorlieben, Interessen, Zuverlässigkeit, Verhalten, Aufenthaltsort oder Ortswechsel dieser natürlichen Person zu analysieren oder vorherzusagen.
§ 31 Abs. 1 BDSG-neu spezifiziert sodann weiter die Voraussetzungen für das Profiling über dasjenige hinaus, was in der DSGVO festgelegt ist und lautet wie folgt:

„(1) Die Verwendung eines Wahrscheinlichkeitswerts über ein bestimmtes zukünftiges Verhalten einer natürlichen Person zum Zweck der Entscheidung über die Begründung, Durchführung oder Beendigung eines Vertragsverhältnisses mit dieser Person (Scoring) ist nur zulässig, wenn

1. die Vorschriften des Datenschutzrechts eingehalten wurden,

2. die zur Berechnung des Wahrscheinlichkeitswerts genutzten Daten unter Zugrundelegung eines wissenschaftlich anerkannten mathematisch-statistischen Verfahrens nachweisbar für die Berechnung der Wahrscheinlichkeit des bestimmten Verhaltens erheblich sind,

3. für die Berechnung des Wahrscheinlichkeitswerts nicht ausschließlich Anschriftendaten genutzt wurden und

4. im Fall der Nutzung von Anschriftendaten die betroffene Person vor Berechnung des Wahrscheinlichkeitswerts über die vorgesehene Nutzung dieser Daten unterrichtet worden ist; die Unterrichtung ist zu dokumentieren.“

Art. 31 Abs. 2 BDSG-neu regelt schließlich die (hier nicht interessierende) Verwendung von Wahrscheinlichkeitswerten über die Zahlungsfähig- und Zahlungswilligkeit einer natürlichen Person (siehe auch Kreditscoring).